# خانه ذوالفقاری
خانه ذوالفقاری یا عمارت ذوالفقاری مربوط به دوره قاجار است و در زنجان، خیابان طالقانی واقع شده و این اثر در تاریخ ۲۵ اسفند ۱۳۷۵ با شمارهٔ ثبت ۱۸۵۲ به‌عنوان یکی از آثار ملی ایران به ثبت رسیده‌است.

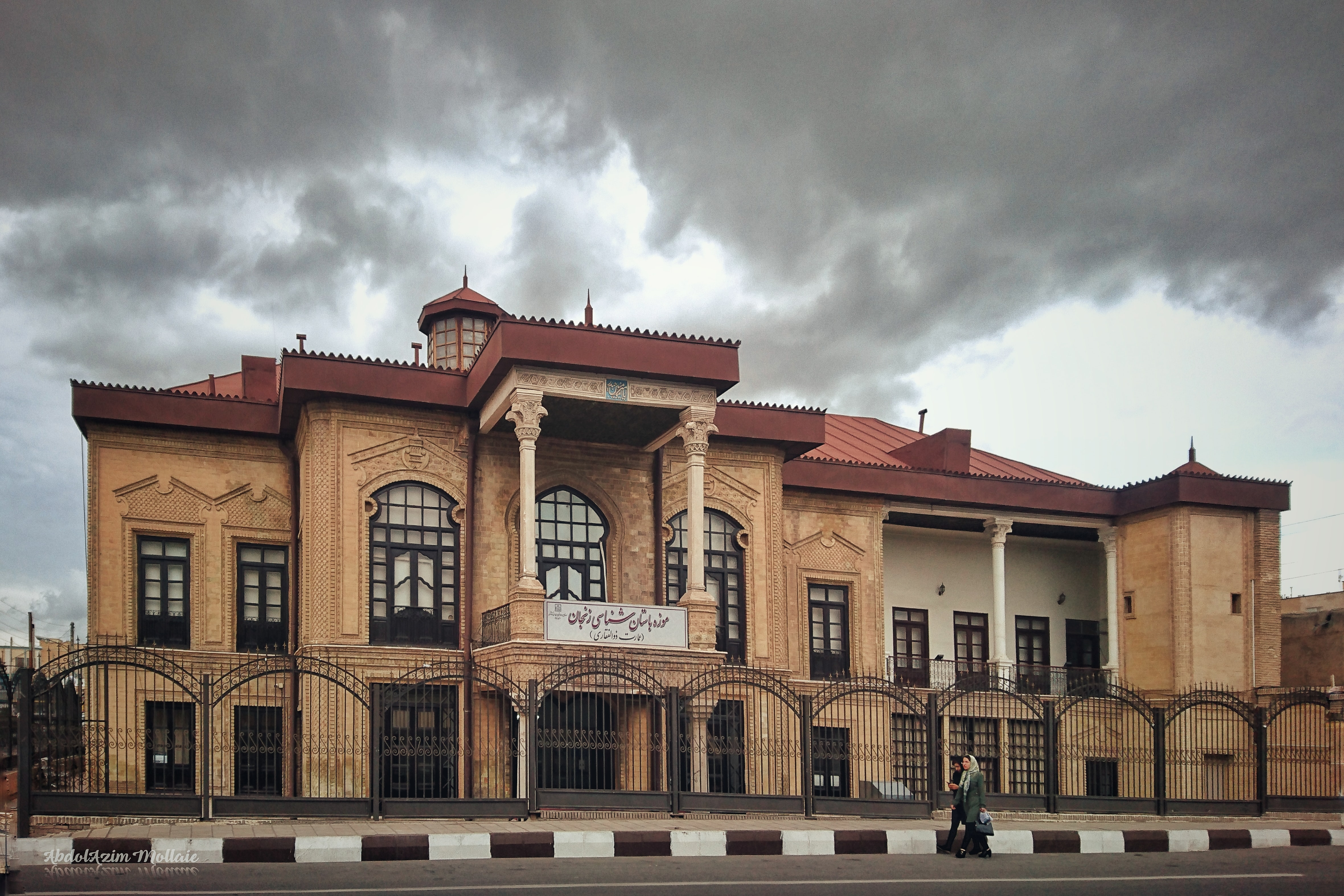
نمایی از ساختمان در ۱۳۹۱

## پیشینه
این بنا در یکی از محلات قدیمی شهر زنجان موسوم به محله «دالان آلتی» در ضلع شمالی سبزه میدان و مسجد جامع و جنوب دروازه ارگ و محله سبزه میدان قرار دارد. این بنا ساختمان مسکونی و اداری حکمران زنجان بوده و از مجموعه هفت باب عمارت اندرونی و یک باب عمارت بیرونی و بخش‌های مختلفی چون کالسکه خانه و ... تشکیل یافته بود. از این مجموعه در حال حاضر فقط عمارت بیرونی باقی‌مانده که به نام «عمارت محمود خان ذوالفقاری» معروف است و با وجود این که متعلق به کلیه فرزندان اسعدالدوله ذوالفقاری بود. این عمارت توسط سردار  اسعدالدوله ذوالفقاری (پدر محمود خان) دراواخر حکومت قاجار تجدید بنا گردیده و پس از وی محمودخان و سایر برادران در آن اقامت داشته‌ و از آن به عنوان دفتر کار و عمارت بیرونی جهت پذیرایی از میهمانان و عموم استفاده شده‌است. در گذشته این بخش از شهر زنجان محله اعیان‌نشین بوده و مجموعه بناهایی در سبک و الگویی همسان همچون خانه وزیری، خانه خدیوی، عمارت دارایی و… در این محل ساخته شده بود. بعد از انقلاب، عمارت ذوالفقاری مدت‌ها دراختیار یکی از نهادهای انقلابی بود و تا ثبت این بنا در فهرست آثار ملی کشور به دلیل متروک ماندن و عدم مراقبت‌های لازم آسیب فراوانی دید. در جریان توسعه و تعریض خیابان طالقانی دیوار و سردر ورودی بنا به‌طور کامل تخریب گردید. در سال‌های اخیر نیز با اجرای طرح‌های عمران شهری، آسیب زیادی به بنا وارد آمده‌است. از جمله با احداث خیابان زینبیه و عبور آن از داخل حیاط عمارت، قسمتی از عرصهٔ بنا از بین رفت و بخش عمده دیگر به پارک تبدیل شد. در سال ۱۳۷۹ میراث فرهنگی استان زنجان تصمیم به حفاظت و مرمت عمارت ذوالفقاری گرفت و در این راستا بنای مذکور در چندین مرحله مرمت و بازسازی گردید. با انتقال مجموعه آثار بدست آمده از معدن نمک چهر آباد در سال ۱۳۸۶ موزه موقت مومیایی‌ها در این مکان به وجود آمد و در سال ۱۳۸۸ اولین موزه باستان شناسی استان زنجان در عمارت ذوالفقاری افتتاح گردید.

## معماری
عمارت ذوالفقاری در مرکز بافت کهن زنجان واقع شده‌است و به سبک بناهای اواخر دورهٔ قاجار ساخته شده‌است. سبک ساختمانی آن از بناهای گوتیک اروپایی گرفته شده‌است. کل مجموعه با پوشش شیروانی است. در بالای هسته مرکزی بنا، نورگیر زیبایی وجود دارد که به کلاه فرنگی معروف است. این بنا دارای سر در ورودی زیبای بود که تخریب شد

## کاربری
در حال حاضر این عمارت تبدیل به موزهٔ سه تن از مردان نمکی شده‌است. بعد از گشایش این موزه سه جسد از چهار جسد برای بازدید عموم از موزه رختشویخانه زنجان به این مکان منتقل شدند. سر و پای چپ یکی دیگر از این مردان در موزه ملی ایران در تهران قابل بازدید است.